# St John's College (Cambridge)
Ne doit pas être confondu avec St John's College.
St John's College est l'un des 31 collèges de l'université de Cambridge au Royaume-Uni. Son nom officiel complet est The Master, Fellows and Scholars of the College of St John the Evangelist in the University of Cambridge. Parmi les anciens étudiants du collège, on trouve neuf lauréats du prix Nobel, six premiers ministres, trois archevêques, deux princes, et trois saints.
Il est fondé en 1511 par Margaret Beaufort, comtesse de Richmond et de Derby, mère d'Henri VII d'Angleterre. Les buts du collège, tels que définis dans ses statuts, sont la promotion de l'éducation, de la religion, de l'étude et de la recherche. St John's College est une organisation caritative (charity) selon le droit anglais. Avec 135 enseignants associés (fellows), 530 étudiants et 300 doctorants, il est le deuxième plus important collège de Cambridge. Il est jumelé avec le Balliol College d'Oxford et le Trinity College de Dublin. St John's College abrite le Choir of St John's College, Cambridge (en).
En 2011, le collège a célébré ses 500 ans d'existence, un événement marqué par la visite de la reine Élisabeth II et du prince Philip.
Une curiosité du collège est qu’il existe un collège du même nom à Oxford, les deux étant  nommés d'après deux saints différents ; le collège de Cambridge est nommé d'après Jean l'évangéliste, et le collège d'Oxford est nommé d'après Jean le Baptiste.

## Devise de St John's College
La devise du collège, écrite en français de 1511, est « Souvent me souvient ». Elle a trois significations : « Je me souviens souvent », « Pense souvent à moi » et « Je passe souvent dessous ». Le collège partage cette devise avec le Christ's College de Cambridge et le Lady Margaret Hall d'Oxford.

## Histoire
Le collège est fondé sur le site de l'Hospital of St John datant du XIIIe siècle à Cambridge. Ce site a été suggéré par John Fisher, évêque de Rochester et chapelain de Margaret Beaufort. Cependant, Margaret Beaufort meurt sans avoir mentionné dans son testament la fondation de St John's, et c'est principalement à Fisher que l'on doit la fondation du collège. Il obtient l'approbation du roi Henri VIII, du pape par l'intermédiaire de Polydore Virgile, et de l'évêque d'Ely pour la suppression de l'hôpital et sa conversion en collège. Le collège reçoit une charte royale le 9 avril 1511.
Des complications sont survenues pour recevoir l'argent de la succession de Margaret Beaufort et ce n'est que le 22 octobre 1512 qu'un codicille est obtenu de l'archevêque de Cantorbéry. En novembre 1512, la cour de la chancellerie permet aux exécuteurs testamentaires de Margaret Beaufort de donner l'argent destiné à la fondation du collège. Les bâtiments de l'ancien hôpital ne pouvaient pas être réparés en raison de leur état, au contraire de la chapelle qui a été incorporée dans le nouveau collège. Des cuisines et une grande salle sont ajoutées, et une imposante porte en forme de tour est érigée pour abriter le trésor du collège. Les portes sont fermées chaque jour au crépuscule, protégeant la communauté religieuse du monde extérieur.

## Bâtiments et terrains

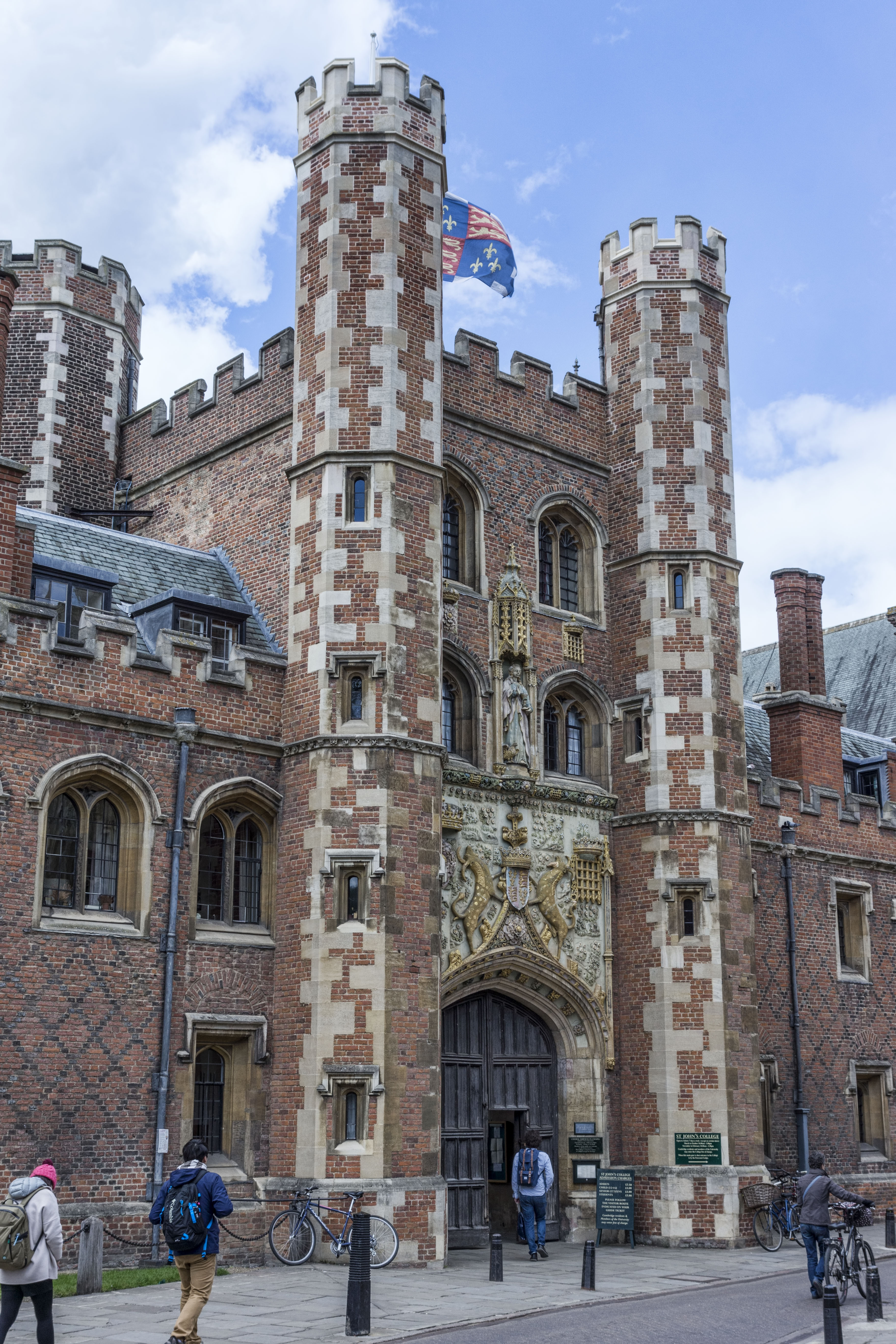
The Great Gate

The Great Gate (1516)La Grande Porte distinctive de St John's suit un modèle contemporain également employé à Christ's College et à Queens' College. La tour est crénelée et ornée des armes de Margaret Beaufort. Au-dessus, ses emblèmes sont représentés : la rose rouge de Lancaster et la herse (Portcullis). Les armes du collège sont entourées de curieuses créatures connues sous le nom de Eale, des animaux mythiques avec un corps d'antilope, une queue d'éléphant, une tête de chèvre et des cornes pivotantes. Au-dessus des armes, dans une niche, se trouve la figure de l'apôtre Jean, un aigle à ses pieds et un calice dans les mains. Les portes datent de 1665-1666, et la voûte en éventail au-dessus a été construite par William Swayne, le master mason de la King's College Chapel.
Première cour (1511–1520)On entre dans la première cour par la Grande Porte donnant sur St John's Street. Son architecture est très variée. Elle a été construite entre 1511 et 1520 à partir de l'ancien hôpital. Bien qu'elle ait progressivement été modifiée, la partie est a gardé l'apparence qu'elle avait lors de son érection au XVIe siècle. La façade sud a été refaite en 1772-76 dans un style géorgien par l'architecte local James Essex. Celui-ci voulait ainsi moderniser l'entièreté de la cour dans le même style mais le projet a été abandonné. Les plus importantes modifications à la construction Tudor d'origine sont les aménagements victoriens des années 1860 qui ont abouti à la destruction de la chapelle médiévale et à la construction de nouveaux bâtiments plus larges. La nouvelle chapelle édifiée par l'architecte George Gilbert Scott intègre à l'intérieur certains éléments de l'ancienne construction. C'est le plus haut édifice de Cambridge. Une partie de cette première cour a été utilisée comme prison en 1643 lors de la Première Révolution anglaise. Lors de la visite d'Élisabeth II, en avril 2011, un nouvel accès à la première cour, passant près des ruines de l'ancienne chapelle, a été inauguré par la reine.
Dining Hall (1511–1516, agrandi en 1863)Le Hall possède une toiture avec une charpente apparente, peinte en noir et en or, et décorée avec les emblèmes et la devise des fondateurs du collège. Les murs sont recouverts de lambris datant de 1528-1529. Le Hall comporte à son extrémité un écran surmonté des armes royales. En 1863, la salle a été agrandie, passant de cinq à huit baies, selon les plans de l'architecte George Gilbert Scott. Deux fenêtres sont ornées des vitraux héraldiques qui datent du XVe siècle au XIXe siècle. En 1564, la reine Élisabeth Ire est entrée à cheval dans la salle durant une visite d'état à Cambridge.

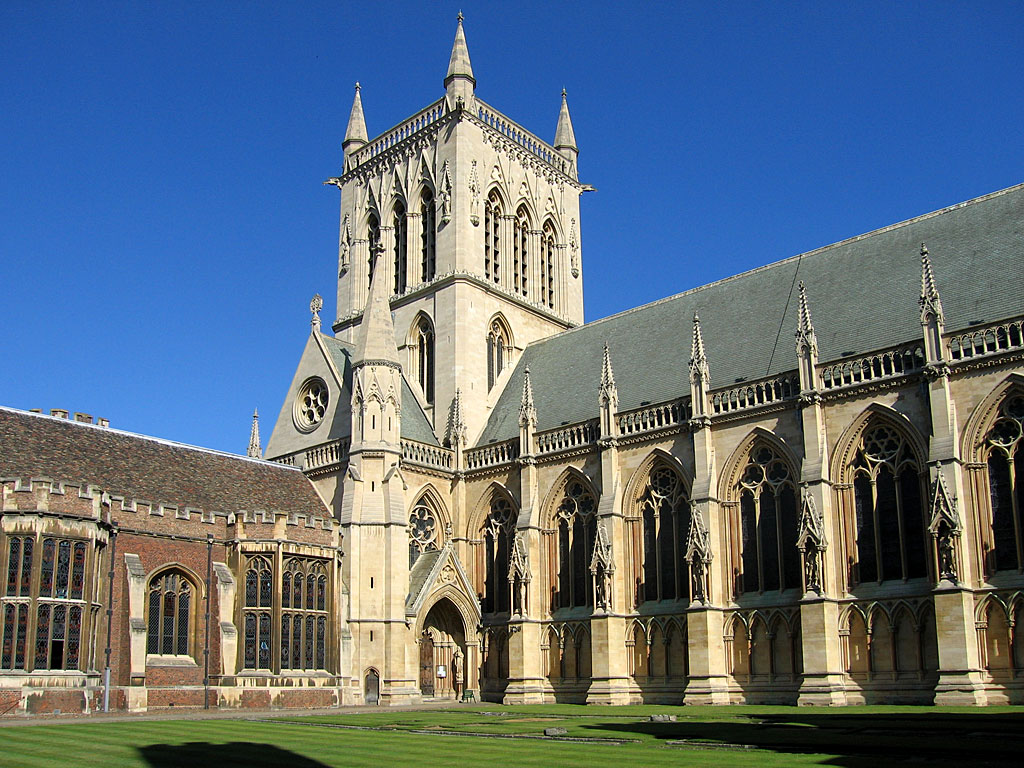
Chapelle du St John's College

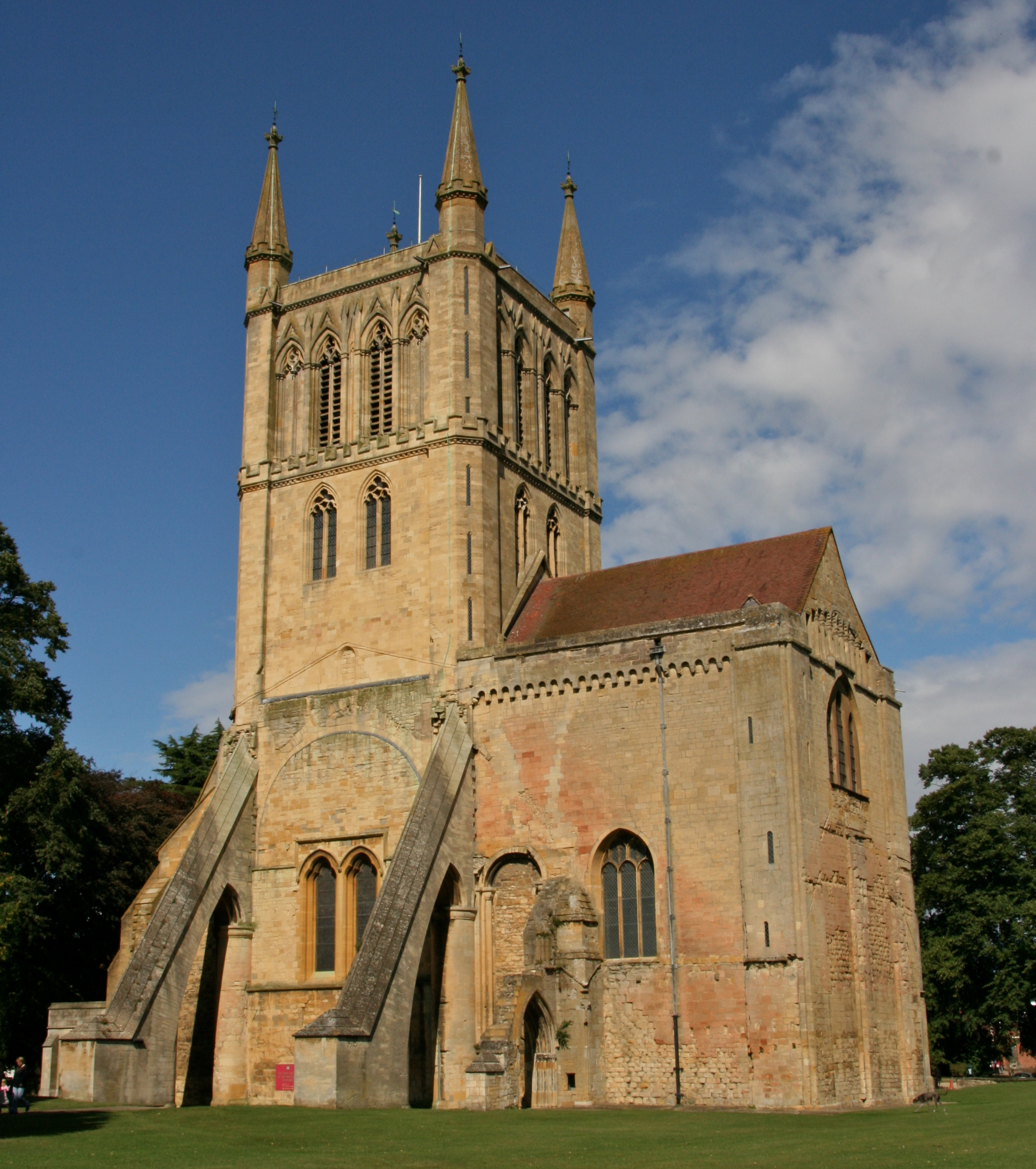
Pershore Abbey

Chapelle (1866-9, Sir George Gilbert Scott)L'entrée de la chapelle du St John's College se situe à l'angle nord-ouest de la Première Cour, et a été construite entre 1866 et 1869 pour remplacer l'ancienne chapelle médiévale du XIIIe siècle plus petite. Lorsqu'en 1861, l'administration du collège décida de construire un nouveau bâtiment, Sir George Gilbert Scott a été pris comme architecte. Il venait alors de terminer un projet similaire au collège d'Exeter d'Oxford, pour lequel il s'était inspiré de la Sainte-Chapelle à Paris.
Henry Hoare promit d'offrir 3000£ pour financer la construction de la nouvelle chapelle et de payer en plus 1000£ par an si une tour était ajoutée au projet initial de Scott, qui comprenait uniquement une petite flèche. Cependant, Henry Hoare mourut dans un accident de train, sans avoir effectué la donation des 3000£. La tour s'inspire de celle de Pershore Abbey.
Deuxième cour (1598–1602)La deuxième cour a été construite de 1598 à 1602. La construction a commencé en 1598 selon les plans de Ralph Symons de Westminster et Gilbert Wigge de Cambridge. Leurs dessins architecturaux originaux sont conservés dans la bibliothèque du collège. Ils constituent les plus anciens plans conservés des collèges d'Oxford et de Cambridge. Les travaux ont été financés par Marie Talbot, comtesse de Shrewsbury. Ses armes et sa statue sont placées depuis 1671 aux-dessus de la porte ouest de la cour. Les oriel-windows de la cour sont caractéristiques, tout comme la Shrewsbury Tower, construite comme un rappel de la Grande Porte du collège. Derrière les oriels du côté nord, se situe la Long Gallery. C'est dans cette salle que fut signé le traité entre la France et l'Angleterre établissant le mariage du roi Charles Ier d'Angleterre et la reine Henriette-Marie de France.
Cour de la chapelle (1938 Sir Edward Maufe)Située à l'ouest de la tour de la chapelle. Elle a été construite en même temps que la cour nord et la Forecourt pour agrandir de manière signifiante la taille du collège. Un autre plan avait été soumis par Maufe qui impliquait la destruction de la Master's Lodge, la remplaçant par une nouvelle cour.
Cour nord (1938 Sir Edward Maufe)Elle est située au nord de la cour de la chapelle.
Forecourt (1938 Sir Edward Maufe)Elle est située à l'est de la cour de la chapelle, face à St John's Street. Elle est utilisée comme parking pour les fellows, et sert également d'entrée de nuit du collège.
Bibliothèque du collège (1624)

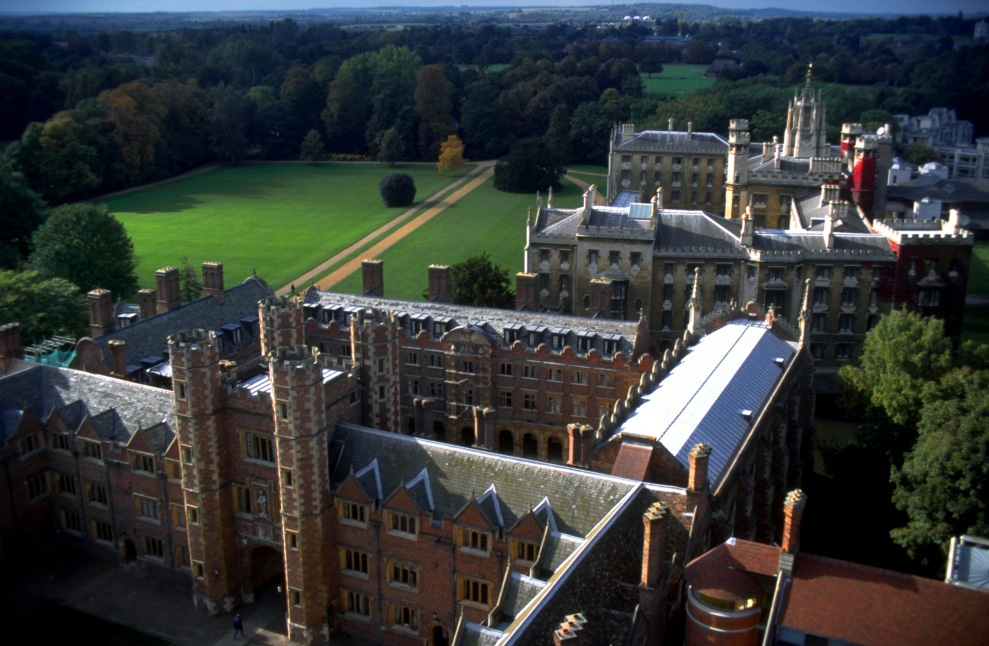
Vue aérienne du college.
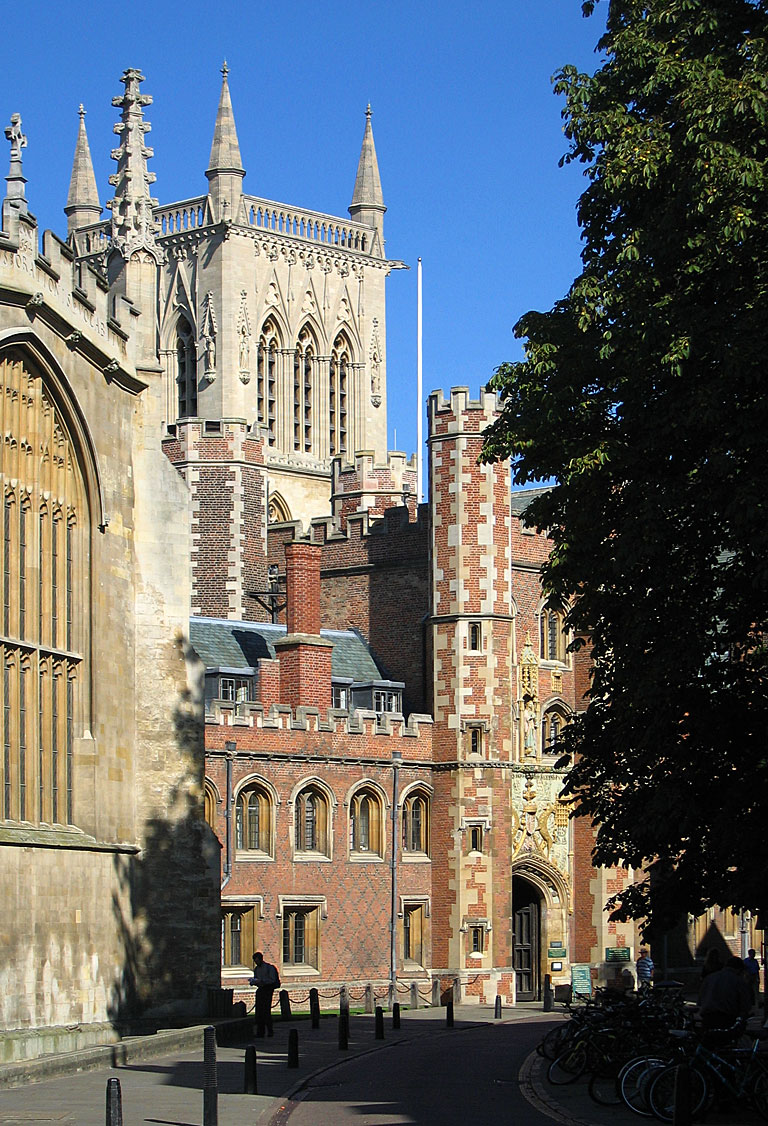
Tour d'entrée et chapelle
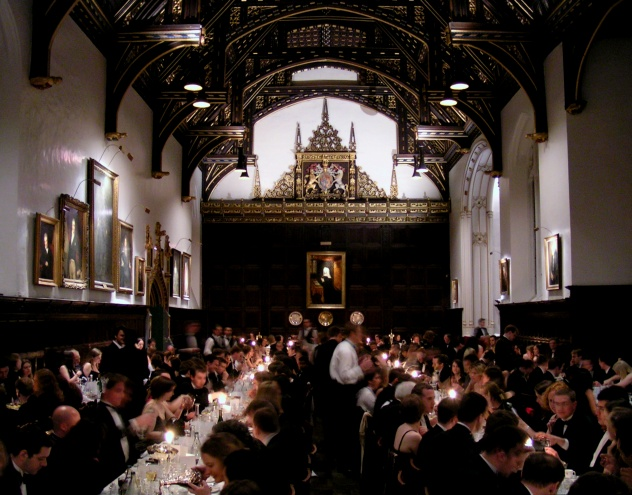
Le Dining Hall en 2005
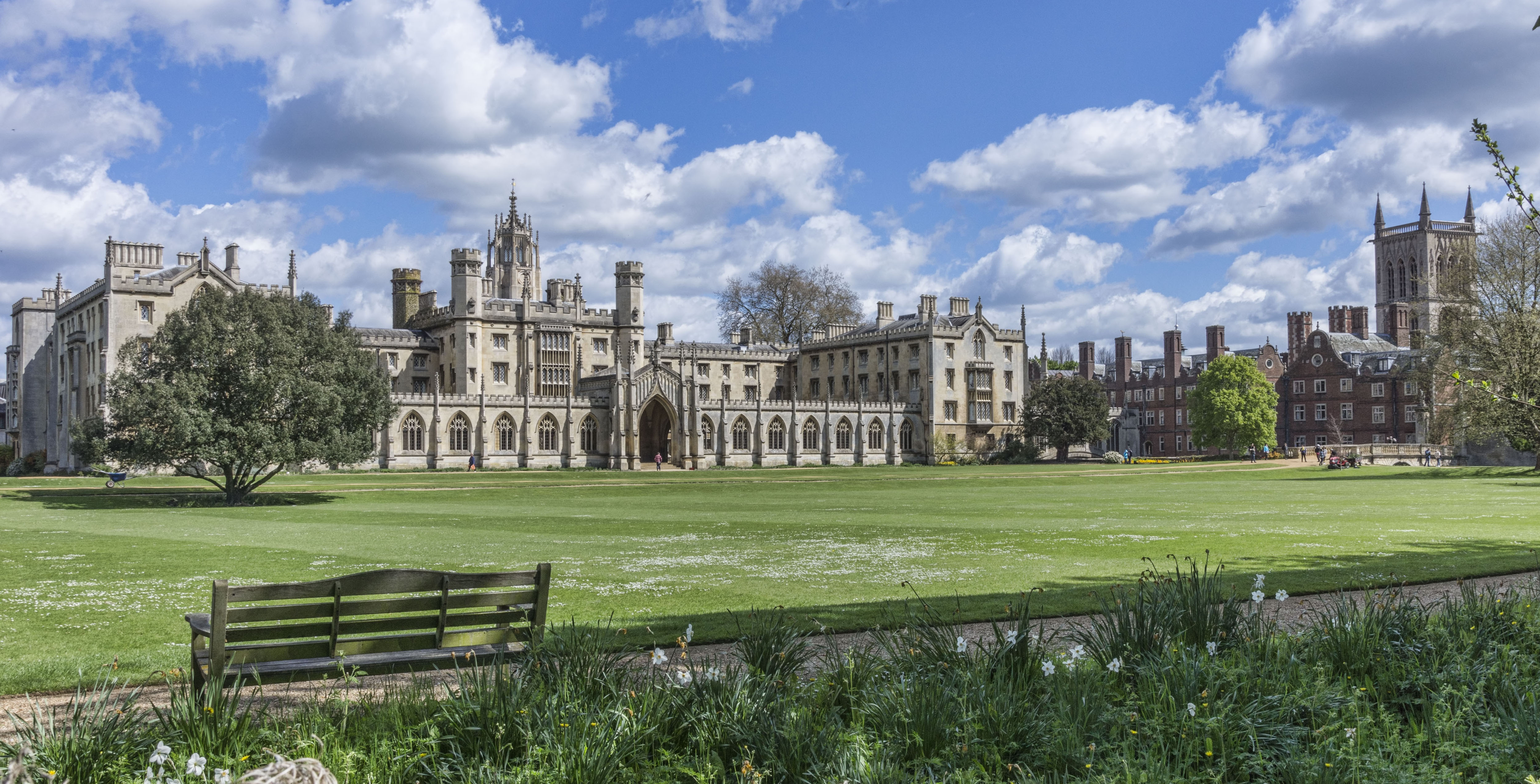
New Court de l'autre côté du "Pont des soupirs"
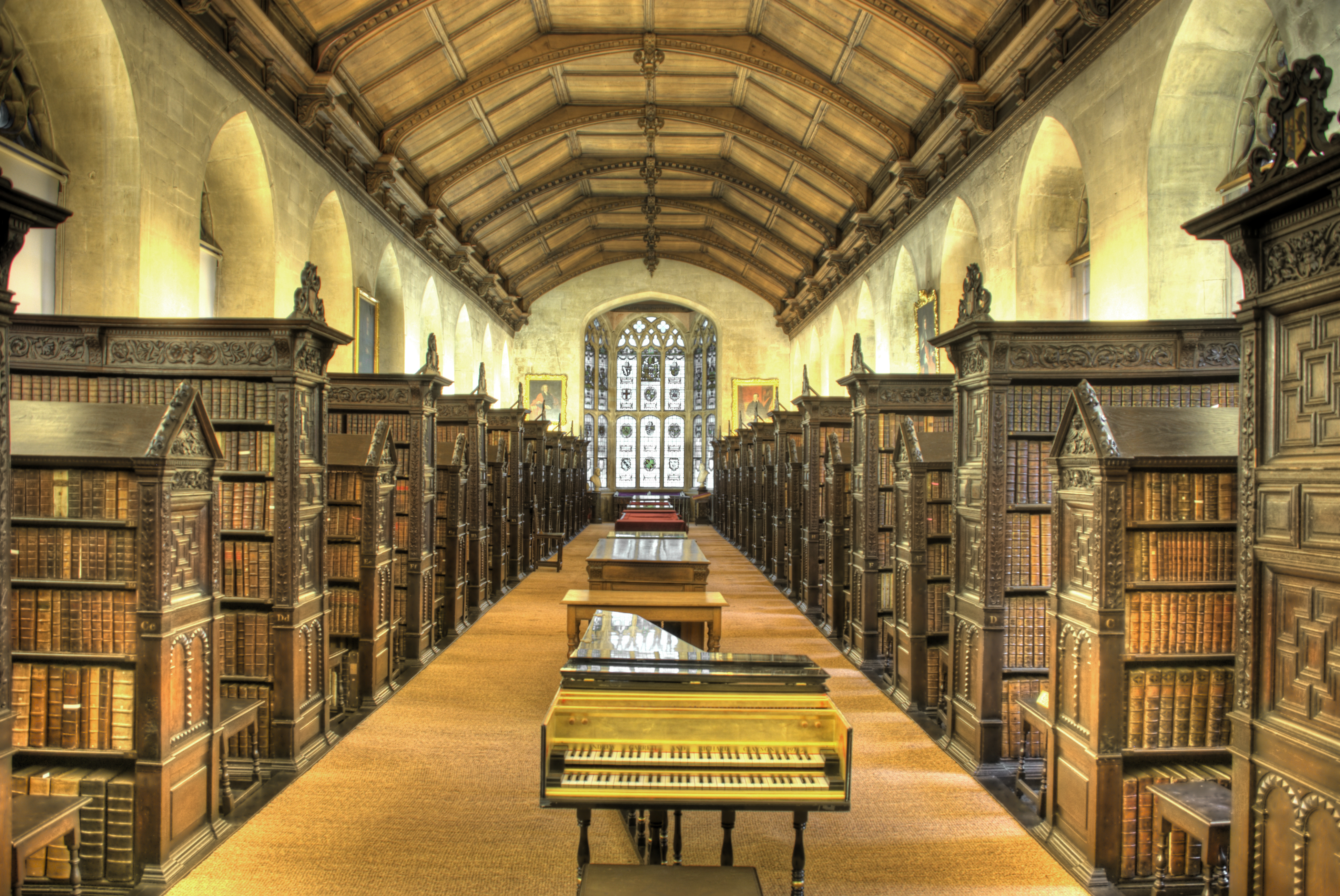
Old Library du St John's College

## Personnalités
- Hugh Sykes Davies poète, critique littéraire, nouvelliste, professeur
- William Bateson, biologiste
- Gregory Bateson, anthropologue et cybernéticien (fils du précédent)
- David Rowe-Beddoe (1937-2023), homme d'affaires britannique
- Henry Briggs, inventeur des logarithmes décimaux, y étudia (1577-1581)
- Thomas Bromwich (1875–1929), étudiant puis fellow du College, jeta les bases théoriques du calcul opérationnel
- Thomas Clarkson
- Nigel Crisp, personnalité politique britannique.
- Richard Croftes (1740 - 1783) homme politique britannique.
- Samantha Davies (née en 1974), navigatrice
- John Dee y étudia de 1543 à 1546
- Thomas Fairfax (1626-29), l'un des meilleurs généraux de la New Model Army
- Matthew Festing
- John Ambrose Fleming, inventeur du redresseur à lampe (1904)
- Henry Gauvain (1878-1945), né à Aurigny (îles de la Manche) et médecin.
- Jack Goody, anthropologue
- William Heberden
- G. R. S. Mead
- Lord Moulton, député libéral et promoteur du Système International d'unités
- Peter Needham
- Roger Penrose
- Samuel Laing (1812-1897)
- William Wilberforce
- Renford Bambrough, doyen (1964-1979) et président (1979-1983).
- Jez Butterworth, dramaturge et cinéaste

## Mastersdu St John's College
| Nom                            | Entrée en fonction | Fin de la fonction    |
| ------------------------------ | ------------------ | --------------------- |
| Robert Shorton                 | 9 avril 1511       | juillet 1516          |
| Alan Percy                     | juillet 1516       | novembre 1518         |
| Nicholas Metcalfe              | décembre 1518      | 4 juillet 1537        |
| George Day                     | 27 juillet 1537    | 6 juin 1538           |
| John Taylor                    | 4 juillet 1538     | 10 mars (?) 1546      |
| William Bil                    | 10 mars 1546       | 10 décembre 1551      |
| Thomas Lever                   | 10 décembre 1551   | 28 septembre (?) 1553 |
| Thomas Watson                  | 28 septembre 1553  | 12 mai (?) 1554       |
| George Bullock                 | 12 mai 1554        | 20 juillet 1559       |
| James Pilkington               | 20 juillet 1559    | 19 octobre (?) 1561   |
| Leonard Pilkington             | 19 octobre 1561    | 11 mai (?) 1564       |
| Richard Longworth              | 11 mai 1564        | 17 décembre (?) 1569  |
| Nicholas Shepherd              | 17 décembre 1569   | 21 juillet (?) 1574   |
| John Still                     | 21 juillet 1574    | 1577                  |
| Richard Howland                | 21 juillet 1577    | 25 février (?) 1587   |
| William Whitaker               | 25 février 1587    | 4 décembre 1595       |
| Richard Clayton                | 22 décembre 1595   | 2 mai 1612            |
| Owen Gwyn                      | 16 mai 1612        | 1634                  |
| William Beale                  | 20 février 1634    | 1644                  |
| John Arrowsmith                | 11 avril 1644      | mai 1653              |
| Anthony Tuckney                | 3 juin 1653        | 25 juin (?) 1661      |
| Peter Gunning                  | 5 juin 1661        | 6 mars 1670           |
| Francis Turner                 | 11 avril 1670      | 3 décembre (?) 1679   |
| Humphrey Gower                 | 3 décembre 1679    | 27 mars 1711          |
| Robert Jenkin                  | 13 avril 1711      | 7 avril 1727          |
| Robert Lambert                 | 21 avril 1727      | 24 janvier 1735       |
| John Newcome                   | 6 février 1735     | 10 janvier 1765       |
| William Samuel Powell          | 25 janvier 1765    | 19 janvier 1775       |
| John Chevallier                | 1er février 1775   | 14 mars 1789          |
| William Craven                 | 29 mars 1789       | 28 janvier 1815       |
| James Wood                     | 11 février 1815    | 23 avril 1839         |
| Ralph Tatham                   | 7 mai 1839         | 19 janvier 1857       |
| William Henry Bateson          | 2 février 1857     | mars 1881             |
| Charles Taylor                 | 12 avril 1881      | 12 août 1908          |
| Sir Robert Forsyth Scott       | 21 août 1908       | 18 novembre 1933      |
| Ernest Alfred Benians          | 7 décembre 1933    | 13 février 1952       |
| James Mann Wordie              | 13 décembre 1952   | 1959                  |
| John Sandwith Boys Smith       | 1959               | 1969                  |
| Philip Nicholas Seton Mansergh | 1er octobre 1969   | 12 juillet 1979       |
| Francis Harry Hinsley          | 1979               | 31 juillet 1989       |
| Robert Aubrey Hinde            | 1989               | 1994                  |
| Peter Goddard                  | 1994               | 5 janvier 2004        |
| Richard Nelson Perham          | 5 janvier 2004     | 30 septembre 2007     |
| Chris Dobson                   | octobre 2007       | 8 septembre 2019      |
| Heather Hancock (en)           | octobre 2020       | 45e maître            |

Les dates jusqu'au 13 décembre 1952 sont reprises de A History of the County of Cambridge... La plupart des dates postérieures sont reprises du magazine du collège, The Eagle.